# Alexander Arnold
Pour l’article ayant un titre homophone, voir Trent Alexander-Arnold.
Alexander Arnold, né le 21 décembre 1992 à Ashford (Kent), est un acteur britannique.

## Carrière
Il fait ses débuts dans le cinéma en 1999, où il joue le temps d'un épisode, le rôle de Patrick, dans la série Marienhof.
En 2010, il obtient le rôle de Richard Hardbeck dans les saisons 5 et 6 de Skins.

## Filmographie

### Cinéma
- 2016 : David Brent : Life on the Road : Pog
- 2017 : My Cousin Rachel : Lad jeune
- 2017 : Film Stars Don't Die in Liverpool : l'anesthésiste
- 2019 : Yesterday : Gavin
- 2020 : Assiégés : Chris Griffin
- 2021 : Creation Stories : Jim Reid
- 2022 : The Entertainer : Joe

### Télévision
- 1999 : Marienhof : Patrick
- 2010–2011 : Skins : Rich Hardbeck (saisons 5 et 6, 16 épisodes)
- 2012 : A Mother's Son : Jamie (2 épisodes)
- 2013 : In The Flesh : Alex
- 2013 : Les enquêtes de Vera : Sam Bishop
- 2013 : What Remains : Adam Moss (4 épisodes)
- 2014 : Silk : David
- 2014 : The Salvation : Voichek Borowski
- 2015 : Foyle's War : Daniel Woolf
- 2015 : Main basse sur Pepys Road : Parker
- 2015 : Poldark : Jim Carter (4 épisodes)
- 2016 : Meurtres au paradis : Matt Holt (saison 5, épisode Un meurtre au menu)
- 2018 : Save Me : Luke
- 2020 : Creation Stories de Nick Moran : Jim Reid
- 2022 : Signora Volpe : Sasha Pavlenko
- 2022 : Pistol : Jamie Reid (3 épisodes)